# Conan di Cimmeria
Conan di Cimmeria (Conan of Cimmeria) è una raccolta di otto racconti heroic fantasy scritti da Robert E. Howard, L. Sprague de Camp e Lin Carter con protagonista Conan il barbaro, personaggio creato da Howard.
È il secondo tomo di una serie di dodici volumi dedicata al personaggio.

## Storia editoriale
Il personaggio di Conan era stato creato da Robert Howard nel 1932 e fu protagonista di diversi romanzi e racconti pubblicati sulla rivista Weird Tales fino alla morte dello scrittore nel 1936. Circa vent'anni dopo la casa editrice Gnome Press acquisì i diritti per ristampare in volume il ciclo di Conan e affidò la curatela del progetto al romanziere L. Sprague de Camp, importante autore della rivista Unknown concorrente di Weird Tales; egli decise di organizzare i testi di Howard secondo una cronologia interna da lui ipotizzata (laddove Howard li aveva composti in ordine anacronico) e aggiunse ai cinque volumi di materiali "canonici" due tomi di testi "apocrifi", composti di suo pugno o dal collaboratore Björn Nyberg. Circa dieci anni dopo i diritti passarono da Gnome Press a Lancer Books e il nuovo editore incaricò de Camp e il suo collaboratore Lin Carter di espandere ulteriormente la serie, allestendo così una nuova edizione in dodici volumi.
Il secondo volume Conan of Cimmeria fu pubblicato in brossura da Lancer Books nel 1969, e fu ristampato nel 1970, 1972 e 1973; dopo il fallimento di Lancer a cavallo fra 1976 e 1977, Ace Books rilevò i diritti sulla serie e il volume fu ristampato a marchio Ace nel maggio 1977 e fu ristampata dell'agosto 1977, 1979, 1980, 1982 (due tirature),  1984, 1985, 1990 e 1993. La prima edizione britannica fu distribuita da Sphere Books nel 1974, e ristampata nel 1976 e 1987; sempre per il mercato britannico fu unito al primo e al terzo volume della dodecalogia, Conan! e Conan il pirata, nell'omnibus The Conan Chronicles (Sphere Books, agosto 1989). Il libro è stato tradotto in tedesco, giapponese, spagnolo, italiano, svedese e olandese.
La prima edizione italiana di Conan di Cimmeria è stata pubblicata da Editrice Nord nel 1978 entro la Fantacollana, collana nella quale venne tradotta l'intera serie Lancer/Ace (seppur in ordine sfasato rispetto alla cronologia interna); la raccolta è stata riproposta dallo stesso editore entro il volume omnibus di grande formato La Leggenda di Conan il Cimmero della linea Grandi Opere Nord nel 1989, e poi nell'omnibus in brossura tascabile Conan il Cimmero della linea Tascabili Super Omnibus nel 1993.

## Contenuti
Il volume comprende due racconti "canonici" di Howard nel testo originale; un racconto "canonico" di Howard pesantemente interpolato da de Camp; un racconto realistico di Howard riscritto da de Camp per trasformarlo in un'avventura di Conan; un racconto incompiuto di Howard completato da de Camp e Carter come "collaborazione postuma"; e tre racconti "apocrifi" composti dai soli de Camp e Carter. Si indica per ogni testo la prima edizione.
- Introduzione di L. Sprague de Camp.
- "La maledizione del monolito" ("The Curse of the Monolith"), inedito. Scritto da L. Sprague de Camp e Lin Carter.
- "Il dio insanguinato" ("The Blood-Stained God"), nella raccolta Tales of Conan, Gnome Press, 1955. Scritto da Robert E. Howard con protagonista Kirby O'Donnell e il titolo di The Curse of the Crimson God e riscritto da L. Sprague de Camp.
- "La figlia del gigante dei ghiacci" ("The Frost Giant's Daughter"), Fantasy Fiction agosto 1953. Scritto da Robert E. Howard con il titolo di "The Frost-Giant's Daughter" e modificato da L. Sprague de Camp.
- "La tana del serpente dei ghiacci" ("The Lair of the Ice Worm"), inedito. Scritto da L. Sprague de Camp e Lin Carter.
- "La regina della Costa Nera" ("Queen of the Black Coast"), Weird Tales maggio 1934. Scritto da Robert E. Howard.
- "La valle delle donne perdute" ("The Vale of Lost Women", titolo originale "The Valley of Lost Women"), postumo, Magazine of Horror primavera 1967. Scritto da Robert E. Howard.
- "Il castello del terrore" ("The Castle of Terror"), inedito. Scritto da L. Sprague de Camp e Lin Carter.
- "Il muso nel buio" ("The Snout in the Dark"), inedito. Frammento di Robert E. Howard terminato da L. Sprague de Camp e Lin Carter.

## Trama
Le otto storie di questo volume seguono Conan nel corso dei suoi vent'anni. Terminata la sua carriera di mercenario presso Re Yildiz di Turan, Conan ritorna temporaneamente nelle regioni artiche contigue alla sua natia Cimmeria, dopodiché ridiscende a meridione e, nel regno di Argos, si unisce alla ciurma pirata della famigerata capitana Bêlit: ciò segna l'inizio di varie avventure per terra e per mare nei cosiddetti "Regni Neri".